# Josef Kraus (politik ČSNS)
Josef Kraus byl československý politik a meziválečný poslanec Národního shromáždění za Československou stranu národně socialistickou.

## Biografie
Po parlamentních volbách v roce 1929 získal za Československou stranu národně socialistickou poslanecké křeslo v Národním shromáždění. Mandát získal ale až dodatečně, v roce 1934, jako náhradník poté, co zemřel poslanec Bohuslav Procházka.
Profesí byl poštovním zřízencem a předsedou Ústředí poštovních zřízenců. Podle údajů z roku 1934 bydlel v Praze.